# Schorndorf, Cham
Schorndorf là một đô thị ở huyện Cham bang Bayern nước Đức. Đô thị Schorndorf, Cham có diện tích 38,54 km², dân số thời điểm ngày 31 tháng 12 năm 2006 là 2578 người.